# TVV 73–77
AZTVV 73–77 egy magyar 1B  tengelyelrendezésű szerkocsis gőzmozdonysorozat volt a Tiszavidéki Vasút -nál.
A TVV 1860-ban öt mozdonyt rendelt a Günther-nál. A mozdonyok a BARON BRUCK, VÁSONKEÖ, KOROMLA, NAMÉNY és M. SZIGET neveket, valamint a pályaszámokat 73-77 pályaszámokat kapták.
1867-ben a mozdonyokat az Első Erdélyi Vasút, (EEV) vásárolta meg. Itt új pályaszámokat - 11-15 - és neveket  kaptak: GYÖRÖK, SOBORSIN, DÉVA, PÍSKI és ALVINCZ.
1884-ben az EEV államosításakor a MÁVhoz kerültek, ahol előbb 290-294 pályaszámokat, majd a IIk osztály 1211–1215 pályaszámait, végül 1911-től a 256 sorozat 001-005 számait viselték.

## Fordítás
- Ez a szócikk részben vagy egészben  a   TVV 73–77 című német Wikipédia-szócikk fordításán alapul.  Az eredeti cikk szerkesztőit annak laptörténete sorolja fel. Ez a jelzés csupán a megfogalmazás eredetét és a szerzői jogokat jelzi, nem szolgál a cikkben szereplő információk forrásmegjelöléseként.